# Kitchener, Ontario
Kitchener este un oraș din provincia canadiană Ontario, la aproximativ 100 km vest de Toronto. Este unul dintre cele trei orașe care alcătuiesc Municipalitatea Regională Waterloo⁠(d) și este sediul său. Până în 1916 Kitchener a fost cunoscut sub numele de Berlin, când, în urma a două referendumuri, i-a fost schimbat numele. Orașul se întinde pe o suprafață de 136,86 km2 și în momentul recensământului canadian din 2021 avea o populație de 256.885 de locuitori.
Municipalitatea Regională Waterloo⁠(d) are 575.847 de locuitori, ceea ce o face ca mărime a zecea zonă metropolitană de recensământ din Canada și a patra din Ontario. Kitchener și Waterloo sunt considerate „orașe gemene”, care adesea sunt denumite împreună „Kitchener–Waterloo” (K–W), deși au administrații municipale separate.

## Geografie și climă

### Geografie
Kitchener este situat în sud-vestul lui Ontario, în St. Lawrence Lowlands⁠(d). Această regiune geologică și climatică are soluri cu climă umedă și păduri de foioase. Situată în Grand River Valley, zona are în general o altitudine de peste 300 m.
Kitchener este cel mai mare oraș din Grand River⁠(d) și din Haldimand Tract. Chiar la vest de oraș se află Baden Hill, în Wilmot, Ontario. Această formațiune de rămășițe glaciare este cea mai înaltă altitudine din zonă. Cealaltă formațiune glaciară dominantă este Waterloo Moraine, care străbate regiunea și alimentează multe fântâni arteziene, din care orașul obține cea mai mare parte a apei potabile. Numele zonei, Sandhills, este o descriere exactă a punctelor mai înalte ale morenei.

### Climă
Kitchener are o climă continentală umedă⁠(d) de subtipul de vară caldă (Dfb conform clasificării climatice Köppen); Se văd diferențe sezoniere mari, de obicei veri calde și umede și ierni reci până la ocazional foarte reci. Condițiile asemănătoare iernii durează, în general, de la mijlocul lunii decembrie până la jumătatea lunii martie, în timp ce temperaturile de vară apar în general de la mijlocul lunii mai până la sfârșitul lunii septembrie.
Între 16 și 22 martie 2012, temperaturile au variat de la 21,4 °C la 26,5 °C — 7 zile de maxime record la rând. Maxima din 19 martie de 24 °C este una dintre cele mai ridicate temperaturi de iarnă înregistrate vreodată, în timp ce maxima din 22 martie de 26,5 °C este cea mai ridicată pentru luna martie în această zonă.
Temperaturile din timpul anului pot depăși 30 °C vara și pot scădea sub −20 °C iarna de mai multe ori pe an, dar perioade prelungite de temperaturi extreme sunt rare. Perioada fără îngheț pentru Kitchener este în medie de aproximativ 147 de zile pe an, un număr mult mai mic decât în orașele de pe Marile Lacuri datorită poziției sale în interior și altitudinii mai mari. Ninsorile sunt în medie de 160 cm pe an; mare, dar nu la fel de mare ca zonele direct afectate de zăpadă datorită efectului de lac.
Cea mai ridicată temperatură înregistrată vreodată în Kitchener a fost de 38,3 °C în 6 și 7 august 1918 și din nou în 27 iulie 1941. Cea mai scăzută temperatură înregistrată vreodată a fost de −34,1 °C în 16 februarie 2015.
| Date climatice pentru Regiunea Aeroportului Internațional Waterloo, 1981–2010 normale, extreme 1914–prezent | Date climatice pentru Regiunea Aeroportului Internațional Waterloo, 1981–2010 normale, extreme 1914–prezent | Date climatice pentru Regiunea Aeroportului Internațional Waterloo, 1981–2010 normale, extreme 1914–prezent | Date climatice pentru Regiunea Aeroportului Internațional Waterloo, 1981–2010 normale, extreme 1914–prezent | Date climatice pentru Regiunea Aeroportului Internațional Waterloo, 1981–2010 normale, extreme 1914–prezent | Date climatice pentru Regiunea Aeroportului Internațional Waterloo, 1981–2010 normale, extreme 1914–prezent | Date climatice pentru Regiunea Aeroportului Internațional Waterloo, 1981–2010 normale, extreme 1914–prezent | Date climatice pentru Regiunea Aeroportului Internațional Waterloo, 1981–2010 normale, extreme 1914–prezent | Date climatice pentru Regiunea Aeroportului Internațional Waterloo, 1981–2010 normale, extreme 1914–prezent | Date climatice pentru Regiunea Aeroportului Internațional Waterloo, 1981–2010 normale, extreme 1914–prezent | Date climatice pentru Regiunea Aeroportului Internațional Waterloo, 1981–2010 normale, extreme 1914–prezent | Date climatice pentru Regiunea Aeroportului Internațional Waterloo, 1981–2010 normale, extreme 1914–prezent | Date climatice pentru Regiunea Aeroportului Internațional Waterloo, 1981–2010 normale, extreme 1914–prezent | Date climatice pentru Regiunea Aeroportului Internațional Waterloo, 1981–2010 normale, extreme 1914–prezent |
| Luna | Ian | Feb | Mar | Apr | Mai | Iun | Iul | Aug | Sep | Oct | Nov | Dec | Anual |
| --- | --- | --- | --- | --- | --- | --- | --- | --- | --- | --- | --- | --- | --- |
| Maxima medie °C (°F)                                                                                        | −2.6 (27,3)                                                                                                 | −1.2 (29,8)                                                                                                 | 3.6 (38,5)                                                                                                  | 11.5 (52,7)                                                                                                 | 18.5 (65,3)                                                                                                 | 23.6 (74,5)                                                                                                 | 26.0 (78,8)                                                                                                 | 24.8 (76,6)                                                                                                 | 20.4 (68,7)                                                                                                 | 13.5 (56,3)                                                                                                 | 6.3 (43,3)                                                                                                  | 0.2 (32,4)                                                                                                  | 12,0 (53,6)                                                                                                 |
| Media zilnică °C (°F)                                                                                       | −6.5 (20,3)                                                                                                 | −5.5 (22,1)                                                                                                 | −1 (30) | 6.2 (43,2)                                                                                                  | 12.5 (54,5)                                                                                                 | 17.6 (63,7)                                                                                                 | 20.0 (68)                                                                                                   | 18.9 (66)                                                                                                   | 14.5 (58,1)                                                                                                 | 8.2 (46,8)                                                                                                  | 2.5 (36,5)                                                                                                  | −3.3 (26,1)                                                                                                 | 7,0 (44,6)                                                                                                  |
| Minima medie °C (°F)                                                                                        | −10.3 (13,5)                                                                                                | −9.7 (14,5)                                                                                                 | −5.6 (21,9)                                                                                                 | 0.8 (33,4)                                                                                                  | 6.4 (43,5)                                                                                                  | 11.5 (52,7)                                                                                                 | 14.0 (57,2)                                                                                                 | 12.9 (55,2)                                                                                                 | 8.6 (47,5)                                                                                                  | 2.9 (37,2)                                                                                                  | −1.4 (29,5)                                                                                                 | −6.8 (19,8)                                                                                                 | 2,0 (35,6)                                                                                                  |
| Minima istorică °C (°F)                                                                                     | −31.9 (−25.4)                                                                                               | −34.1 (−29.4)                                                                                               | −28.9 (−20.0)                                                                                               | −17.8 (0)                                                                                                   | −6.1 (21)                                                                                                   | −1.1 (30)                                                                                                   | 4.4 (39,9)                                                                                                  | 1.1 (34) | −3.7 (25,3)                                                                                                 | −10.6 (12,9)                                                                                                | −18.9 (−2.0)                                                                                                | −28.3 (−18.9)                                                                                               | −34,1 (−29,4)                                                                                               |
| Precipitații mm (inches)                                                                                    | 65.2 (2.567)                                                                                                | 54.9 (2.161)                                                                                                | 61.0 (2.402)                                                                                                | 74.5 (2.933)                                                                                                | 82.3 (3.24)                                                                                                 | 82.4 (3.244)                                                                                                | 98.6 (3.882)                                                                                                | 83.9 (3.303)                                                                                                | 87.8 (3.457)                                                                                                | 67.4 (2.654)                                                                                                | 87.1 (3.429)                                                                                                | 71.2 (2.803)                                                                                                | 916,5 (36,083)                                                                                              |
| Ploaie mm (inches)                                                                                          | 28.7 (1.13)                                                                                                 | 29.7 (1.169)                                                                                                | 36.8 (1.449)                                                                                                | 68.0 (2.677)                                                                                                | 81.8 (3.22)                                                                                                 | 82.4 (3.244)                                                                                                | 98.6 (3.882)                                                                                                | 83.9 (3.303)                                                                                                | 87.8 (3.457)                                                                                                | 66.1 (2.602)                                                                                                | 75.0 (2.953)                                                                                                | 38.0 (1.496)                                                                                                | 776,8 (30,583)                                                                                              |
| Zăpadă cm (inches)                                                                                          | 43.7 (17.2)                                                                                                 | 30.3 (11.93)                                                                                                | 26.5 (10.43)                                                                                                | 7.3 (2.87)                                                                                                  | 0.4 (0.16)                                                                                                  | 0.0 (0) | 0.0 (0) | 0.0 (0) | 0.0 (0) | 1.4 (0.55)                                                                                                  | 13.0 (5.12)                                                                                                 | 37.2 (14.65)                                                                                                | 159,7 (62,87)                                                                                               |
| Umiditate [%]                                                                                               | 86.4 | 83.4 | 84.8 | 84.4 | 84.7 | 87.0 | 90.1 | 93.6 | 94.3 | 90.6 | 87.6 | 87.1 | 87,8 |
| Nr. de zile cu precipitații (≥ 0.2 mm)                                                                      | 18.2 | 14.2 | 13.8 | 13.7 | 12.4 | 12.0 | 10.6 | 10.7 | 12.2 | 13.9 | 16.4 | 18.1 | 166,0 |
| Nr. mediu de zile ploioase (≥ 0.2 mm)                                                                       | 5.6 | 5.0 | 6.9 | 11.5 | 12.4 | 12.0 | 10.6 | 10.7 | 12.2 | 13.7 | 11.6 | 6.9 | 118,7 |
| Nr. mediu de zile cu ninsoare (≥ 0.2 cm)                                                                    | 16.1 | 11.9 | 9.0 | 3.3 | 0.18 | 0.0 | 0.0 | 0.0 | 0.0 | 0.91 | 6.5 | 14.4 | 62,2 |
| Sursă: Environment Canada                                                                                   | | | | | | | | | | | | | |

## Istoric

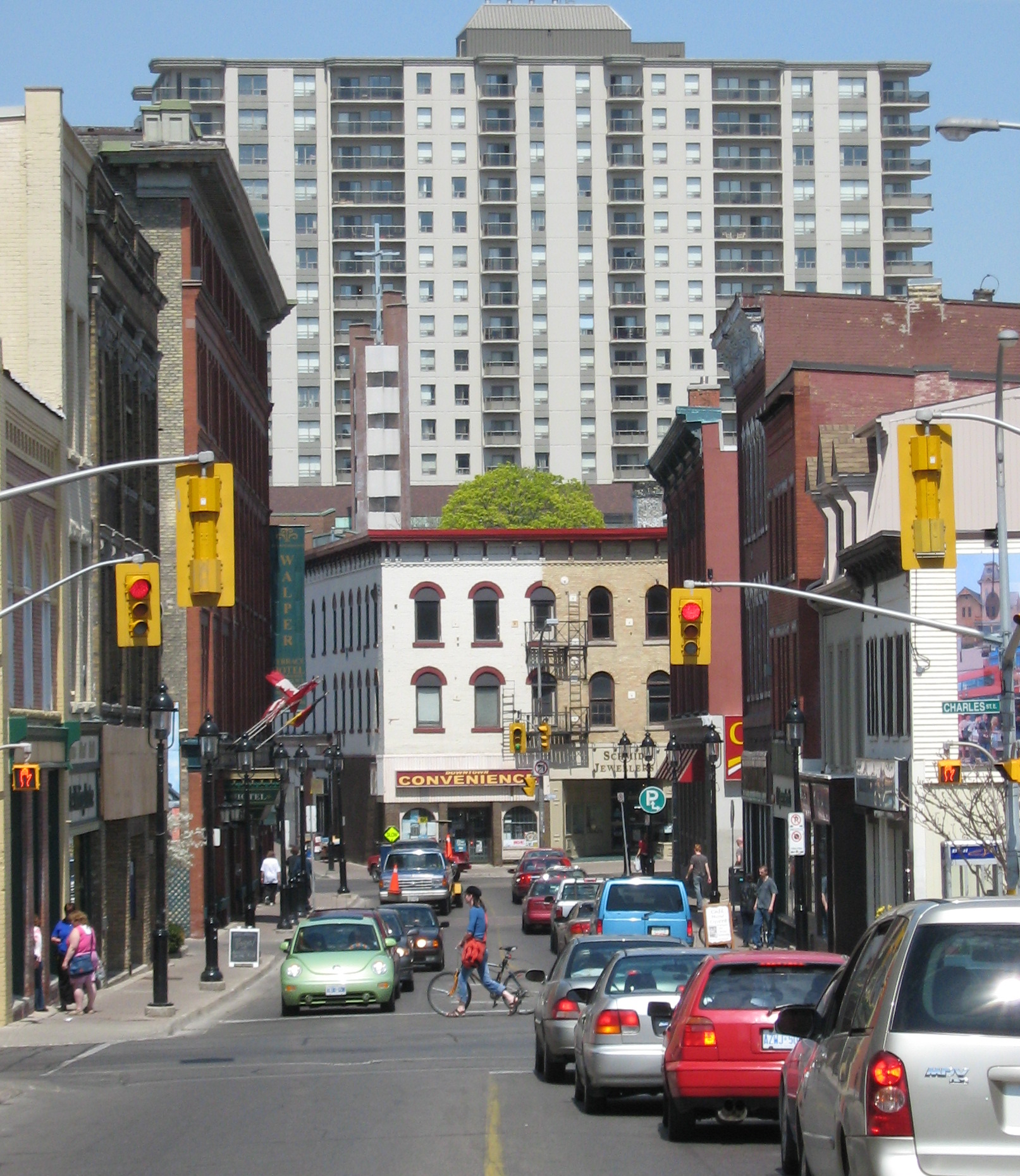
Queen Street, vedere spre nord, spre King Street

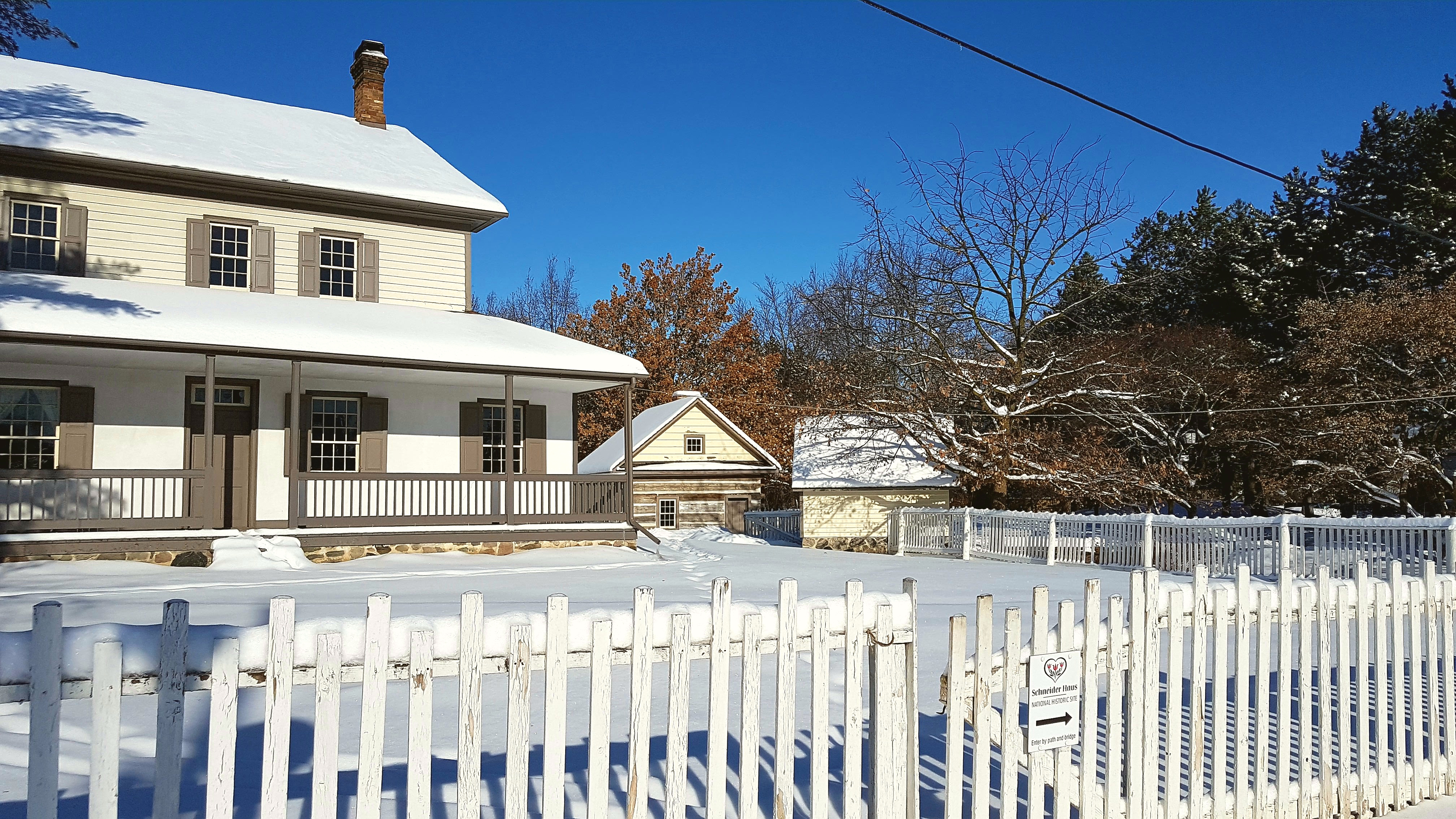
Schneider Haus, construită în 1816, actual muzeu și obiectiv istoric național

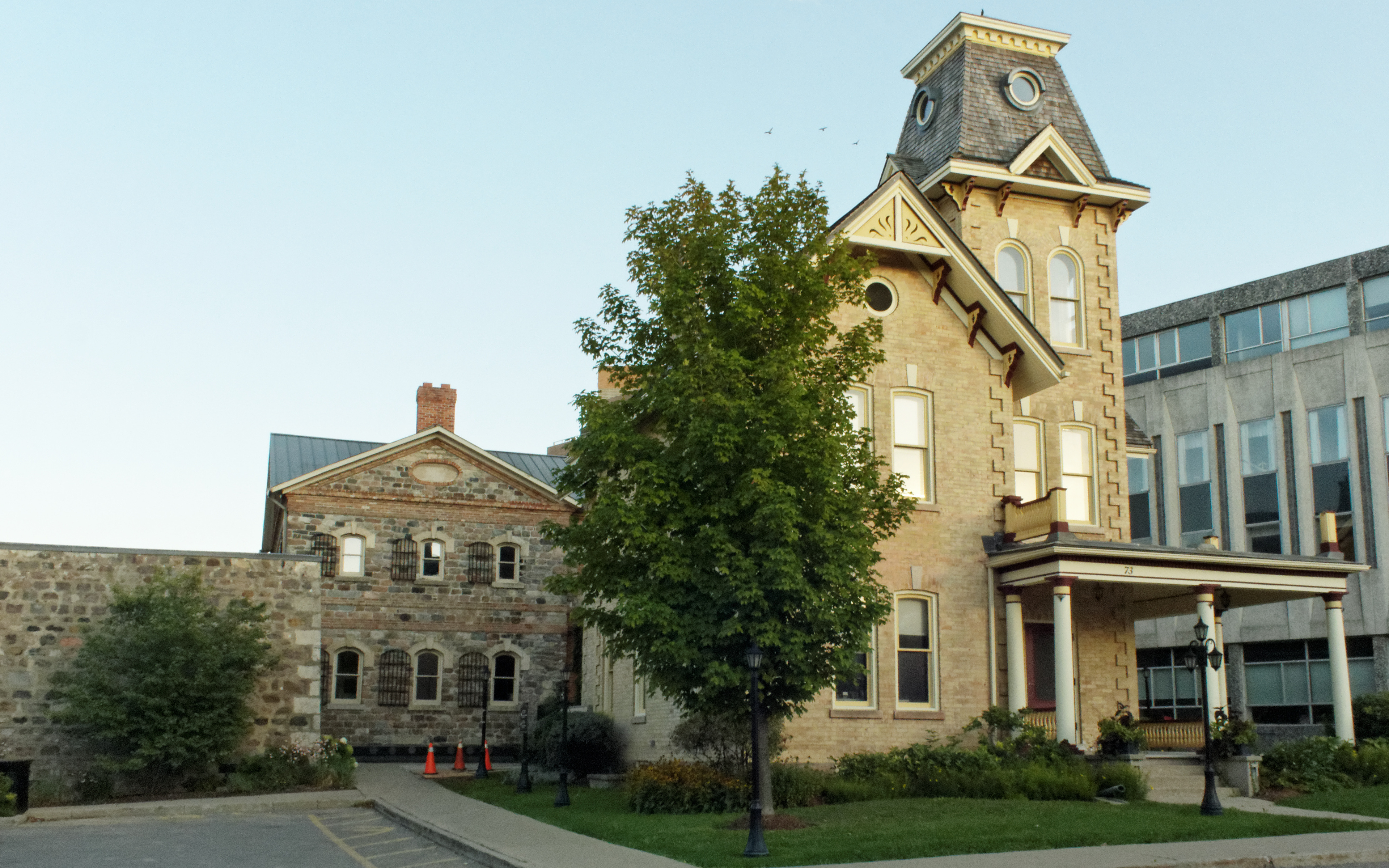
Penitenciarul Comitatului Waterloo și Casa Guvernatorului, Kitchener, construite în 1852

Arheologul Gary Warrick datează prezența irochezilor în zona Kitchener-Waterloo din anii 1300. Între 1796 și 1798 irochezii au vândut 38.000 de hectare din zonă colonelului Richard Beasley, teren care apoi a fost cumpărat de fermieri germani menoniți din Pennsylvania, care căutau un loc unde să-și poată practica credința fără a fi persecutați și de compania German Company Tract. Primii coloniști din zona ce avea să devină satul Doon (acum o suburbie a orașului Kitchener) au sosit în 1800 din Lancaster County. Unii dintre primii coloniști au fost cei din familia Eby, familie de origine elvețiană.:587 Ferma lui George Eby era situată la 1,5 km sud-est de viitorul centru al orașului Berlin.:31 În 1806 a venit Benjamin Eby, devenit predicator în 1809 și episcop în 1812, care a cumpărat o zonă la sud-estul actualei Queen Street, în care a întemeiat Ebytown, numit în 1833 Berlin.
Dintre locuințele construite de generația următoare se păstrează Schneider Haus⁠(d), restaurată și declarată obiectiv istoric. Au fost ridicate mai multe mori și gatere, dintre care cel mai cunoscut este gaterul lui Joseph Schneider, din 1816.
Imigrația din Lancaster County a continuat puternic în anii 1820 din cauza unei severe depresiuni agricole acolo. În 1834 comunitatea a fost grav afectată de pandemia de holeră din 1826–1837.:190 Însă în 1846 Smith’s Canadian Gazetteer descria Berlinul astfel: „... are aproximativ 400 de locuitori, care sunt în principal germani. Aici este tipărit un ziar, numit Der Deutsche Canadier și există o casă de întâlnire luterană. Oficiu poștal, poștă de două ori pe săptămână. Profesii și meserii. — Un medic și chirurg, un avocat, trei magazine, o fabrică de bere, o tipografie, două taverne, un producător de pompe, doi fierari.".
Anterior parte a Comitatului Unit Waterloo, Wellington și Grey, Waterloo a devenit o entitate separată în 1853. Pentru locul unde urma să fie sediul au fost discuții între Galt și Berlin. Una dintre cerințe era construirea unui tribunal și a unei închisori, condiție la care comunitatea din Berlin s-a angajat, deși era mai mică.
Un impuls a fost construirea în iulie 1856 a căii ferate Grand Trunk Railway⁠(d) de la de la Sarnia la Toronto, trecând prin Berlin, În 1869 Berlin avea 3000 de locuitori.

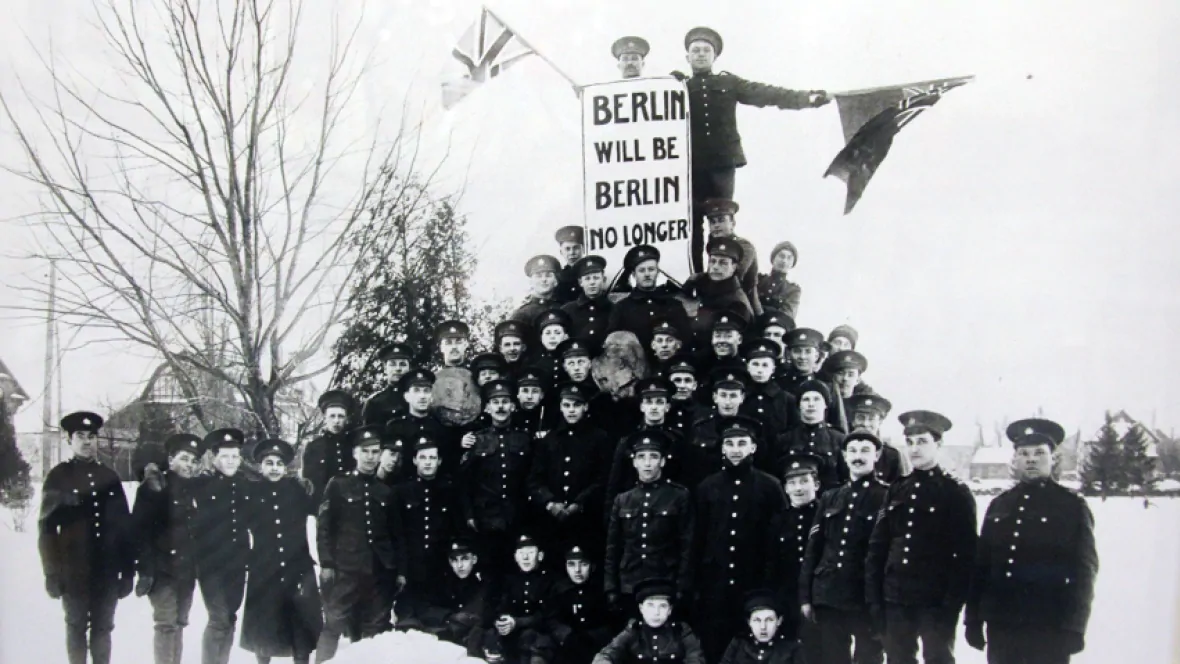
La o zi după ce au atacat un club local german, soldații Batalionului 118 s-au adunat în jurul Memorialului Păcii din 1897 din Parcul Victoria, cu un banner pe care scrie „Berlin will be Berlin No Longer” (în), 16 februarie 1916

La 9 iunie 1912, Berlin a fost declarat oraș. Caracterul orașului era în majoritate german, datorat coloniștilor care l-au întemeiat și dezvoltat. Declanșarea Primului Război Mondial a opus Imperiul Britanic (și prin extensie, Canada) și Germania, Austro-Ungaria și Imperiul Otoman și a condus la un val de suspiciuni, excludere și măsuri discriminatorii împotriva persoanelor ale căror origini etnice au fost asociate cu aceste state. În ciuda declarațiilor de loialitate și angajament față de efortul de război, comunitatea germană a orașului a fost supusă violenței fizice și atacurilor asupra proprietății de către soldații din Batalionul 118 al Corpului Expediționar Canadian⁠(d). În urma unui referendum din mai 1916 marcat de abuzurile Batalionului 118, care a împiedicat oponenților accesul la vot, referendumul a trecut la limită și s-a hotărât schimbarea numelui.:256 După al doilea referendum, decis cu numai 346 de voturi, în septembrie, Berlin, un oraș cu 19.000 de locuitori, a fost redenumit Kitchener, după feldmareșalul Herbert Kitchener.

## Administrație

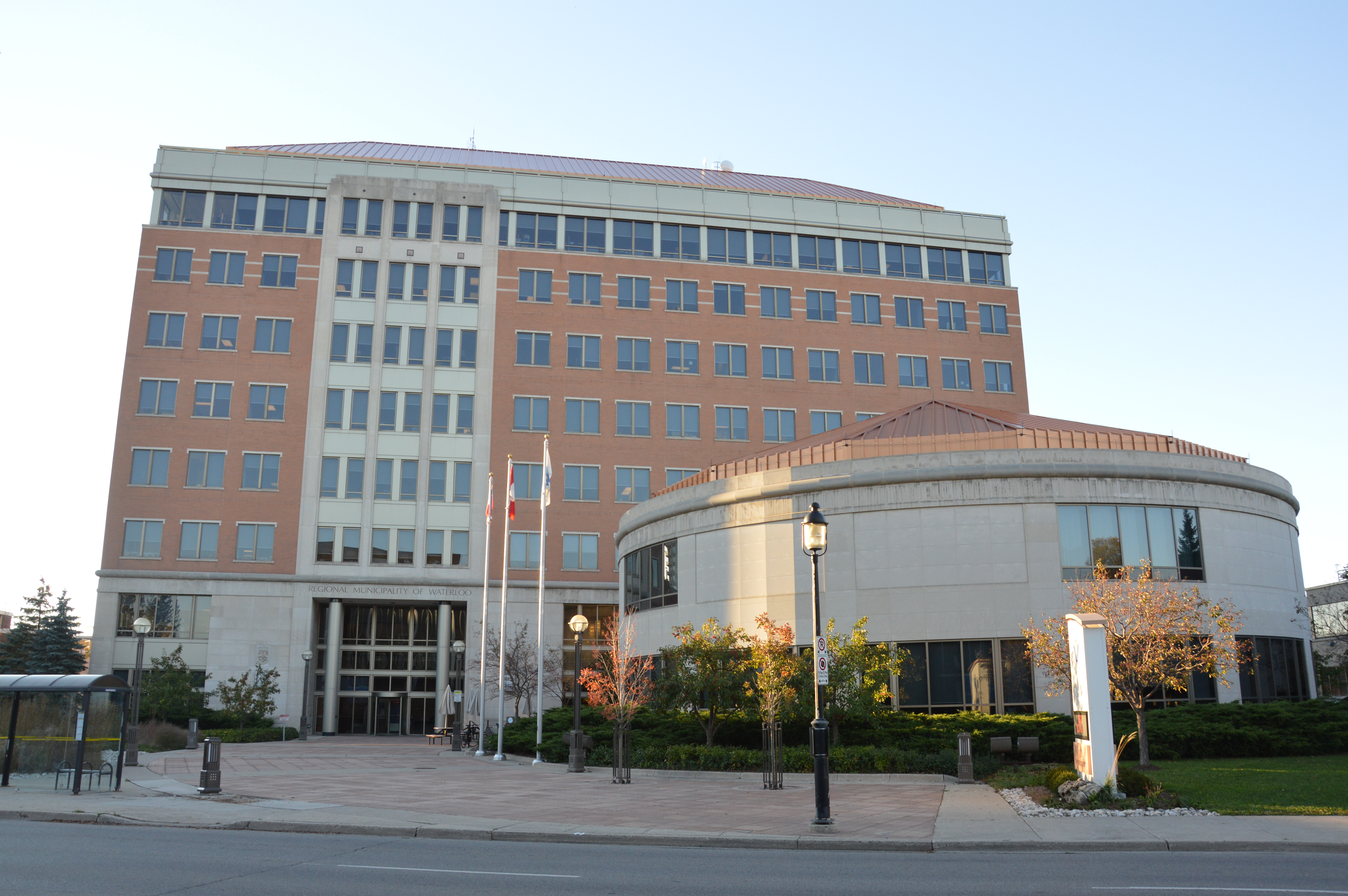
Sediul din Kitchener al administrației Regiunii Waterloo

Kitchener este condus de un consiliu format din zece consilieri, reprezentând circumscripțiile electorale (districte) și un primar. Consiliul este responsabil pentru politică și luarea deciziilor, monitorizarea funcționării și performanței orașului, analizarea și aprobarea bugetelor și determinarea priorităților la cheltuieli. Locuitorii fiecărui district votează o persoană drept consilier local, reprezentantul lor în consiliul orașului. Alegerile municipale au loc o dată la patru ani la sfârșitul lunii octombrie.
Până în 1973 Kitchener a făcut parte din Comitatul Waterloo, Ontario, când prin fuziune s-a creat Municipalitatea Regională Waterloo, Ontario. Municipalitatea se ocupă de servicii, cum ar fi pompierii, poliția, gestionarea deșeurilor, sănătatea publică, transport, recreere, planificare, drumuri și servicii sociale. Locuitorii din Kitchener aleg patru consilieri în consiliul regional.

## Economie
Orașul găzduiește patru parcuri de afaceri municipale: Bridgeport Business Park, Grand River West Business Park, Huron Business Park și Lancaster Corporate Centre. Cel mai mare, Huron Business Park, găzduiește o serie de industrii, de la producătorii de scaune la componente de mobilier. Unele dintre companiile notabile cu sediul în Kitchener sunt: Waterloo Brewing Company, D2L, Vidyard, și ApplyBoard.
Varianta modernă a pieței sale istorice de fermieri a fost deschisă în 2004. Piața Kitchener este una dintre cele mai vechi piețe din Canada care funcționează constant. Piața Kitchener oferă produse de alimentație și bunuri ale producătorilor locali, ale artizanilor și meșteșugarilor.

## Demografie
| Etnicitate               | Populație | Procent |
| ------------------------ | --------- | ------- |
| Canadieni                | 54 490    | 23,7    |
| Germani                  | 51 050    | 22,2    |
| Englezi                  | 48 350    | 21,0    |
| Irlandezi                | 37 630    | 16,4    |
| Scoțieni                 | 37 190    | 16,2    |
| Francezi                 | 20 790    | 9,0     |
| Polonezi                 | 12 595    | 5,5     |
| Neerlandezi              | 9 815     | 4,3     |
| Amerindieni              | 8 385     | 3,6     |
| Italieni                 | 7 620     | 3,3     |
| Români                   | 6 410     | 2,8     |
| Sursa: Statistics Canada |           |         |

La recensământul populației din 2021 efectuat de Statistics Canada, Kitchener avea 256.885 de locuitori, care trăiau în 99.812 de locuințe private din totalul de 103.388. Cu o suprafață de 136,81 km2, avea o densitate de 1877,7 locuitori/km2
La nivelul zonei metropolitane, la recensământul din 2021 zona Kitchener–Cambridge–Waterloo avea 575.847 de locuitori, care trăiau în 219.060 de locuințe private din totalul de 229.809. Cu o suprafață de teren de 1092,33 km2, avea o densitate de 527,2 locuitori/km2.

## Educație
Kitchener are mai multe licee publice, dintre care Kitchener–Waterloo Collegiate and Vocational School, fondat în 1855, este cel mai vechi. În anii 1950 și 1960 au fost construite mai multe licee noi ca Eastwood Collegiate Institute în 1956 și Forest Heights Collegiate Institute în 1964, Grand River Collegiate Institute în 1967 și Cameron Heights Collegiate Institute în 1967. În 2006 s-a înființat Huron Heights Secondary School.
Cel mai vechi liceu catolic din oraș este St. Mary's High School, care a fost deschis în 1907 ca școală de fete. În 1990 a fuzionat cu liceul de băieți Sf. Jerome din apropiere, înființat în 1864. În locul liceului Sf. Jerome s-a deschis Resurrection Catholic Secondary School, iar vechea clădire a liceului Sf. Jerome găzduiește acum Facultatea de Asistență Socială Lyle S. Hallman de la Universitatea Wilfrid Laurier.
În cartierul Doon, cândva un sat separat, dar care acum face parte din Kitchener, se află campusul principal al Conestoga College, unul dintre cele șapte institute politehnice din Canada.
În 2008 la Universitatea din Waterloo a început să funcționeze UW Downtown Kitchener School of Pharmacy (în română Școala de Farmacie din Kitchener a UW din Orașul de Jos). Michael G. DeGroote School of Medicine (în română Școala de Medicină Michael G. DeGroote) formează medici pentru Regiunea Waterloo-Wellington.
În Kitchener mai funcționează și Emmanuel Bible College.

## Sănătate

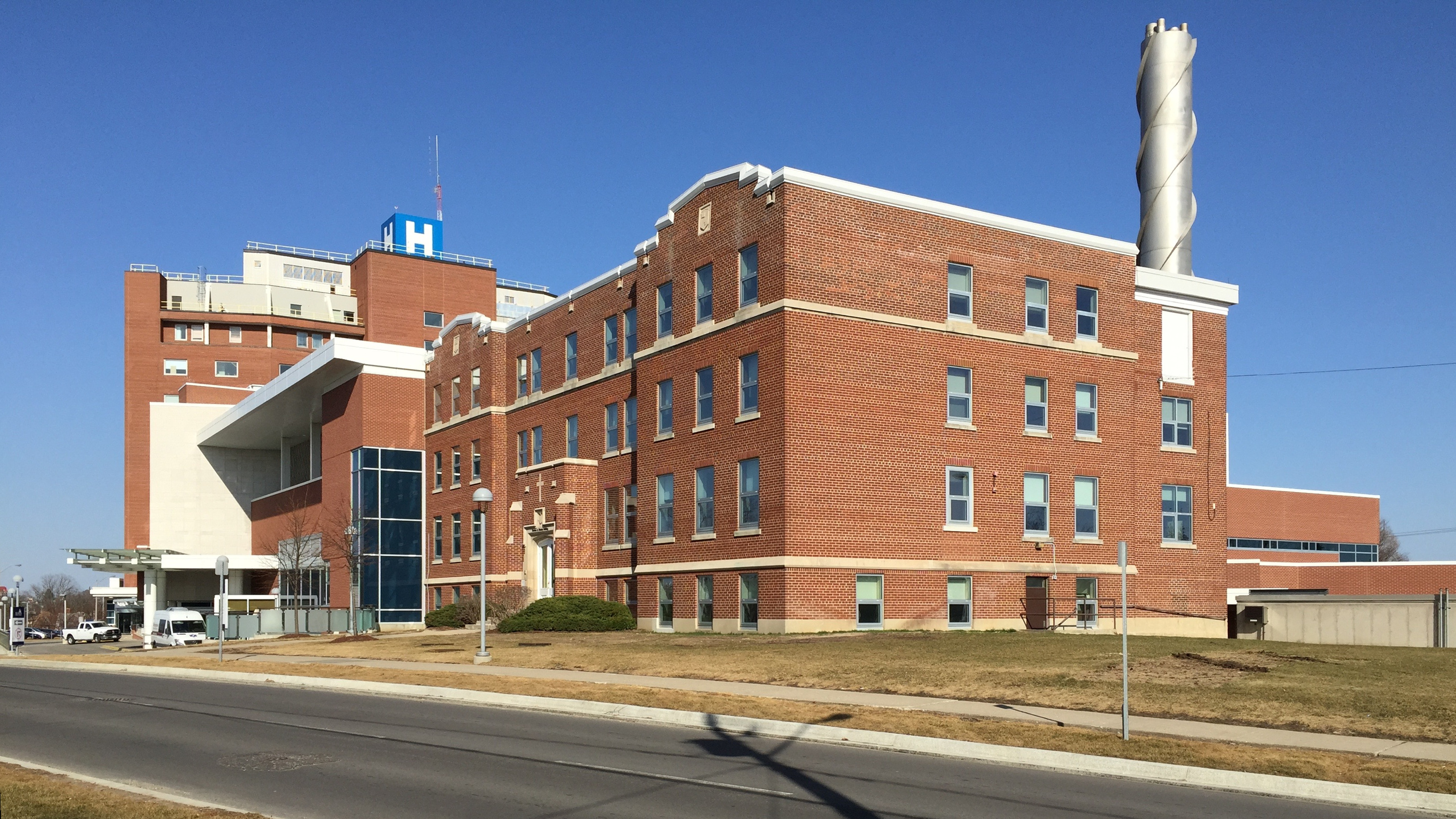
St. Mary's General Hospital

În Kitchener funcționează spitalele Grand River Hospital (cu 574 de paturi) și St. Mary's General Hospital (spital de urgență cu 150 de paturi). Nu departe, în Cambridge, se află Cambridge Memorial Hospital (spital de urgență cu c. 200 de paturi).